# Velká Británie na Zimních olympijských hrách 1964
Velkou Británii na Zimních olympijských hrách 1964 reprezentovalo 36 sportovců (27 mužů a 9 žen) v 7 sportech.

## Medailisté
| Medaile | Jméno                 | Sport | Disciplína |
| ------- | --------------------- | ----- | ---------- |
| Zlato   | Robin Dixon Tony Nash | Boby  | Dvojbob    |